# Ophiopogon japonicus
Ophiopogon japonicus, também conhecida como grama preta e grama-pelo-de-urso, é uma planta perene. Suas folhas são lineares, 20–40 cm de comprimento. O tom das flores vai de branco a lilás claro, dispostas em um pequeno racimo. O fruto é azul e tem 5 mm de diâmetro. A planta é usada em medicina chinesa.
O nomo do gênero deriva do grego ophis, "cobra", and pogon, "barba".

## Ligações externas

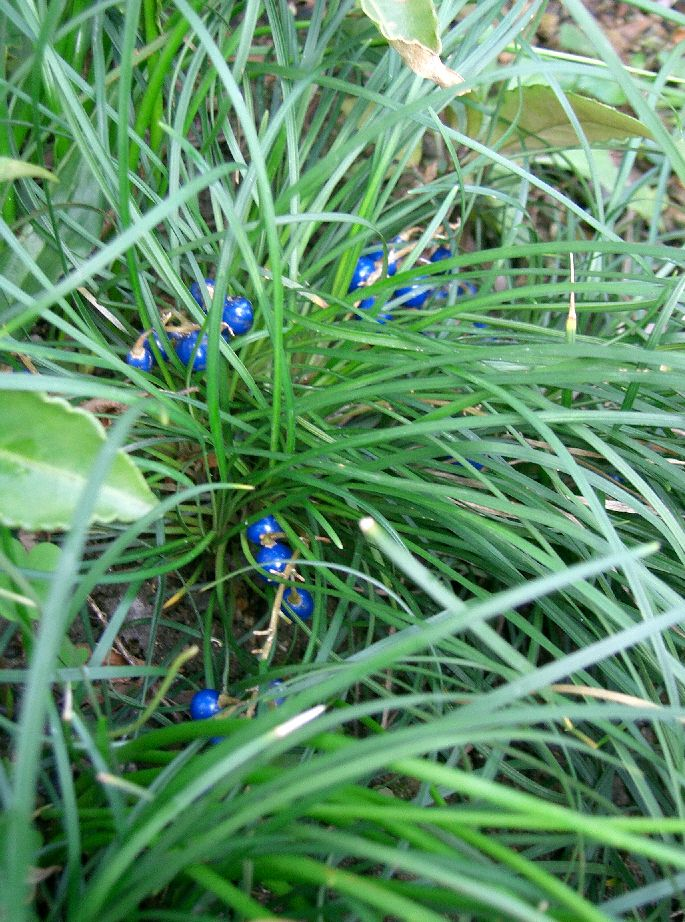
Com frutos
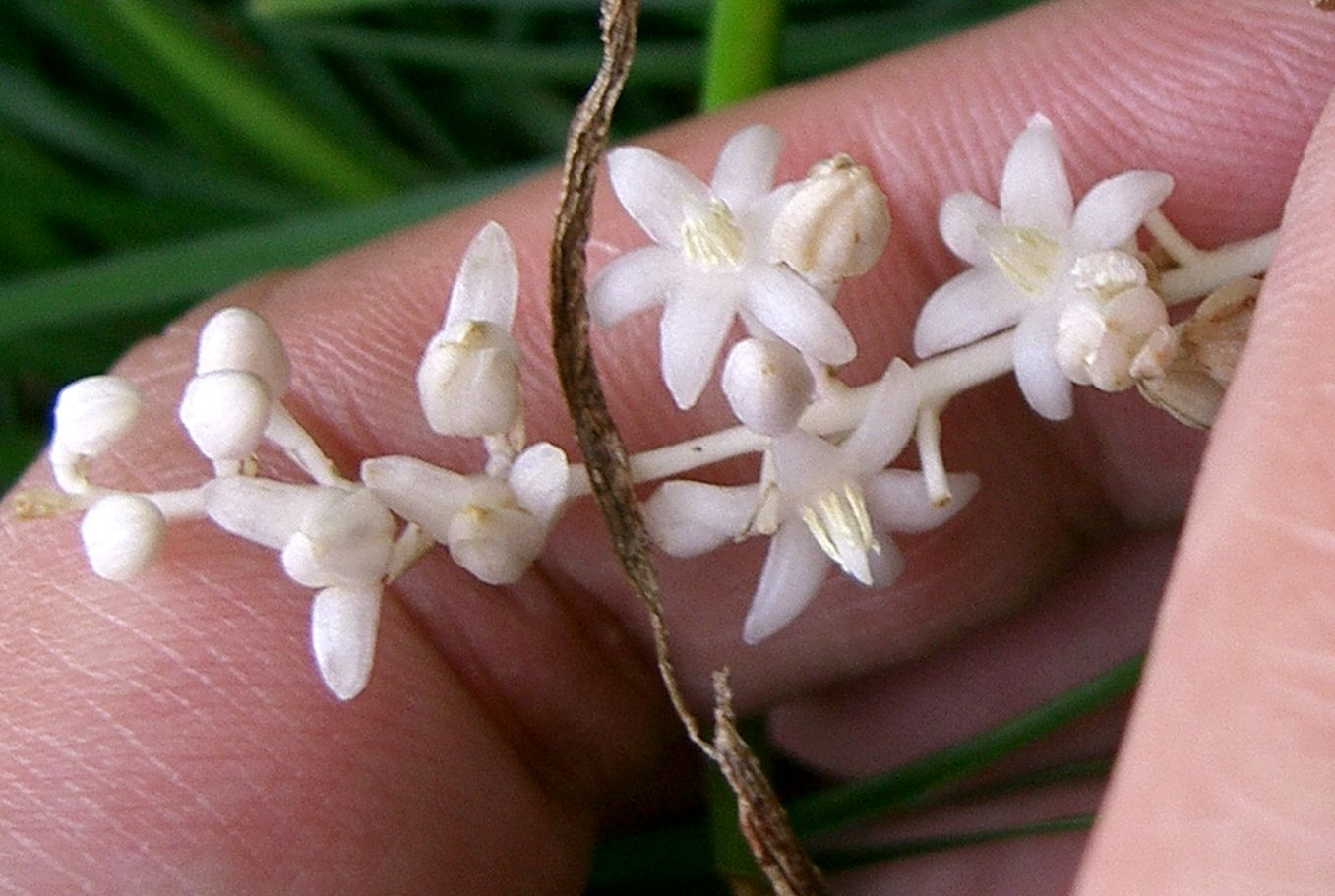